# Feldmaršal
Feldmaršal (nemško Generalfeldmarschall, rusko генерал-фельдмаршал) je najvišji oficirski čin, ki se podeli maršalu kopenske vojske (predpona Feld označuje /bojno/ polje).
Ta čin je značilen za avstrijsko, nemško in prusko vojsko. V vojski Ruskega imperija je Peter I. Veliki leta 1699 uvedel podoben čin general-feldmaršala.
Maršali vojnega letalstva nosijo naziv zračnega maršala, medtem ko imajo admirali naziv velikega admirala oz. flotnega admirala (admiral flote). 